# أحمد بوسكا
أحمد عبد الحليم وشهرته أحمد بوسكا هو حارس مرمى كرة قدم مصري يلعب حاليًا لنادي الإنتاج الحربي.

## مسيرته
تدرج بوسكا في صفوف الناشئين في نادي بني عبيد حتى لعب للفريق الأول، ثم تنقل بين عدة أندية في دوري الدرجة الثانية المصري. وفي مارس 2016، لعب بوسكا دورًا محوريًا في مباراة دور الـ32 من بطولة كأس مصر 2016 التي جمعت فريقه مركز شباب الضبعة الذي ينافس في الدرجة الثالثة بفريق نادي الزمالك. وبالرغم من خسارة فريقه بنتيجة 0–2، إلا أن بوسكا تصدى لهجمات متعددة من لاعبي الزمالك. وكانت تلك المباراة سببًا في انتقاله إلى النادي المصري في مايو 2016 بعدما شاهده فيها المدير الفني للمصري حسام حسن ومدرب حراسه عماد المندوه.
كانت بداية بوسكا مع المصري متذبذبة، إلا أنه وصل لمستوى عال مع الفريق سريعًا. حيث ساهم في تأهل المصري للدور الأول من بطولة كأس الاتحاد الأفريقي 2017 بعدما تصدى لركلتين جزاء أمام نادي ايفاني ابواه النيجيري ليفوز المصري  بركلات الترجيح (3-0). وكان سببًا أيضًا في تأهل المصري لنصف نهائي كأس مصر بتصديه لركلة ترجيح أمام نادي إنبي.

## إحصائيات مشاركاته

### مع الأندية
آخر تحديث في 3 يوليو 2018
| الفريق | الموسم    | الدوري  | الدوري | الكأس   | الكأس | البطولات القارية | البطولات القارية | الإجمالي | الإجمالي |
| الفريق | الموسم    | مشاركات | أهداف  | مشاركات | أهداف | مشاركات          | أهداف            | مشاركات  | أهداف    |
| ------ | --------- | ------- | ------ | ------- | ----- | ---------------- | ---------------- | -------- | -------- |
| الزرقا | 2012–2013 | —       | —      | 2       | 0     | —                | —                | 2        | 0        |
| الزرقا | الإجمالي  | —       | —      | 2       | 0     | —                | —                | 2        | 0        |
| الضبعة | 2015–2016 | —       | —      | 1       | 0     | —                | —                | 1        | 0        |
| الضبعة | الإجمالي  | —       | —      | 1       | 0     | —                | —                | 1        | 0        |
| المصري | 2016–2017 | 33      | 0      | 3       | 0     | 5                | 0                | 41       | 0        |
| المصري | 2017–2018 | 5       | 0      | 1       | 0     | 0                | 0                | 6        | 0        |
| المصري | الإجمالي  | 38      | 0      | 4       | 0     | 5                | 0                | 47       | 0        |